# Дом-музей Рерихов в Улан-Баторе
Дом-музей Рерихов в Улан-Баторе (монг. Улаанбаатар дахь Рерихийн гэр музей) — Дом-музей семьи Рерихов в городе Улан-Батор (Монголия), представляет собой комплекс строений, в том числе отреставрированный дом, в котором семья Рерихов провела зиму 1926—1927 годов во время своей Центрально-Азиатской экспедиции. Музей располагается в районе Баянзурх, за университетом «Отгонтэнгэр».

## История

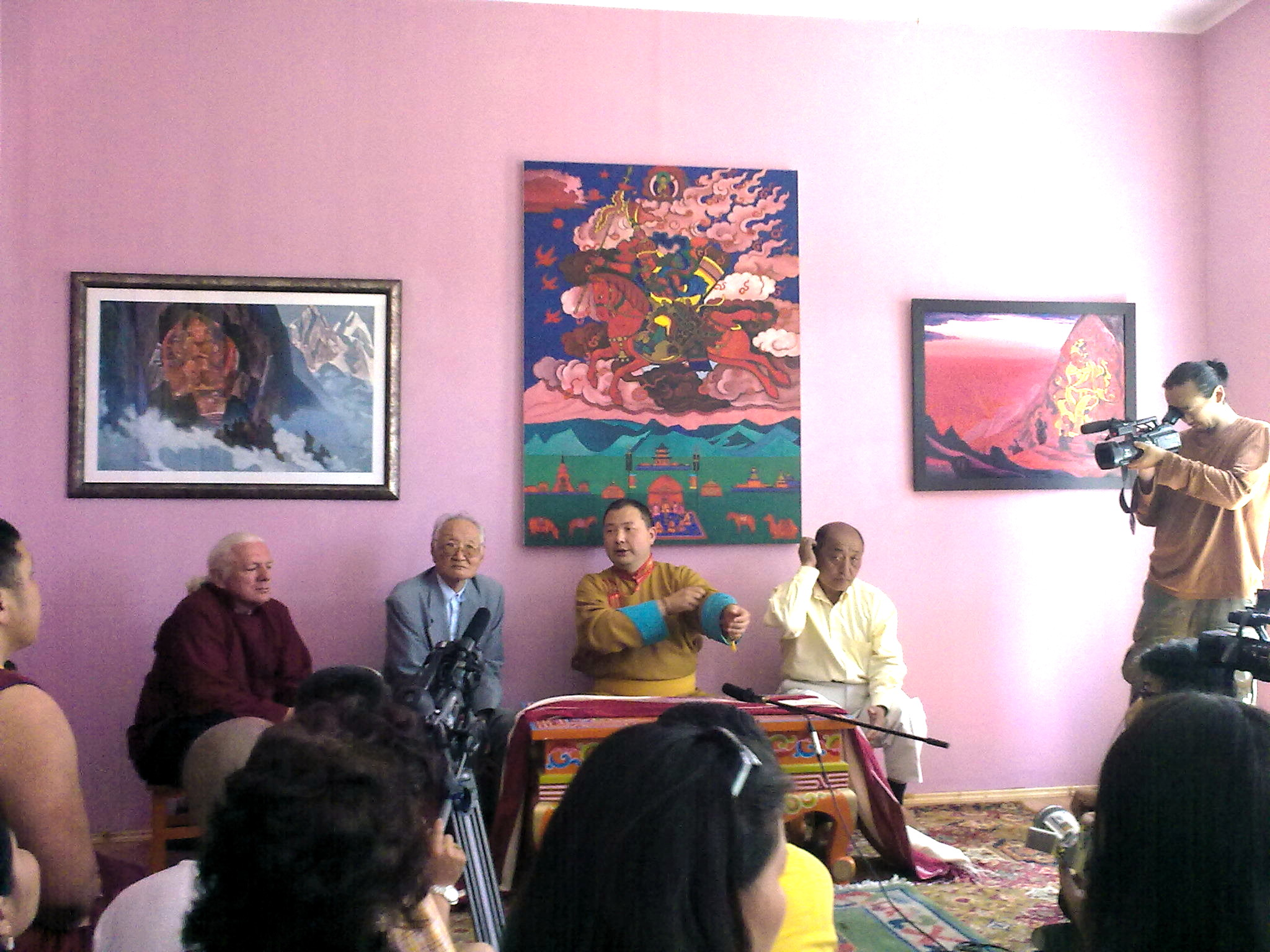
В главном зале музея (слева направо: Г. Мулин, Ш. Бира, Дилова-хутухта XII. На заднем плане — репродукция картины Рериха «Великий всадник»

С сентября 1926 года по март 1927 года Рерихи провели в столице Монгольской Народной республики Улан-Баторе. В 1927 году Н. К. Рерих передал премьер-министру страны Б. Цэрэндоржу в дар Великому хуралу полотно «Великий Всадник» (монг. Их морьтон; Их Улаан баатар; альтернативное название «Грозный царь Рэгдэндагва, Владыка Шамбалы»; Шамбалын Догшин хүрдэт хаан Рэгдэндагва), посвящённое новой Монголии.
Инициатива восстановления обветшавшего деревянного дома, построенного в русском стиле, принадлежит художнику Н.Санчиру, буддийскому ламе Б.Баасану исследователю истории Р. Баяру, которые обратились к монголоведу и ученику Ю. Н. Рериха академику Ш. Бире, главе Рериховского общества Монголии. Бира от имени Международного союза монголоведов и Монгольской ассоциации Рериха обратился с просьбой в мэрию Улан-Батора не сносить этот дом, а сохранить его как исторический памятник. За несколько лет, благодаря финансовой и иной помощи Нью-Йоркского и Санкт-Петербургского музеев Рериха, монгольских компаний, самарского издательства «Агни» и частных лиц, а также поддержке президента Энхбаяра, была собрана сумма на реставрацию здания и организацию дома-музея.
Открытие дома-музея состоялось 6 июля 2009 года, будучи приурочено ко дню рождения Далай-ламы XIV. Накануне во дворе перед домом-музеем была установлена железная ступа, сделанная из утилизированного советского танка. Внутрь были помещены — 108 томов Ганджура, статуя Будды; книги «Шамбала» Н. К. Рериха, «Основы буддизма» Е. И. Рерих, а также «Тибетские танки» Ю. Н. Рериха в переводе на монгольский язык. На церемонии открытия присутствовал канадский буддолог Г. Мулин, курировавший работу по сбору пожертвований, а через несколько дней музей посетил Тэло-тулку.

## Экспозиция
Дом-музей состоит из шести комнат, в которых размещаются репродукции рериховских картин и творческие работы, картины и скульптуры, собранные Монгольским обществом Рерихов во время общемонгольского художественного конкурса.